# Benjamin-Octave Roland-Gosselin

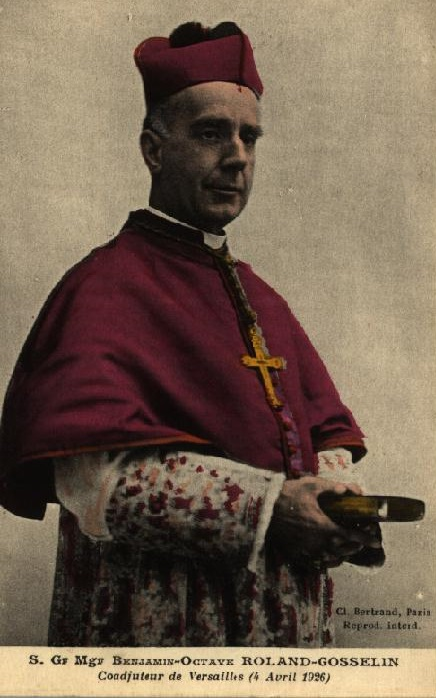

Benjamin-Octave Roland-Gosselin (Parijs 17 december 1870 - Parijs 22 mei 1952) was een Frans hulpbisschop in Parijs en Versailles en later vele jaren bisschop van Versailles (1931-1952).
Hij werd priester gewijd op 21 december 1985 en was meerdere jaren werkzaam op het aartsbisdom Parijs. Vanaf 1902 was hij kanunnik in Parijs. Daar maakte hij in 1905 de scheiding tussen kerk en staat mee in de onderwijswereld. In een villa van zijn familie in Montsoult organiseerde hij (tijdelijk) onderwijs en opvang voor priesters die zonder woonst waren gevallen. Van 1919 - 1926 was hij hulpbisschop van Parijs. In 1920 had hij gehoopt aartsbisschop van Parijs te worden, doch zijn rivaal Dubois haalde het. Van 1926 - 1931 was hij hulpbisschop van Versailles, waarna het hem lukte om bisschop van Versailles te worden in 1931. Dit bleef hij tot zijn aftreden in 1952.

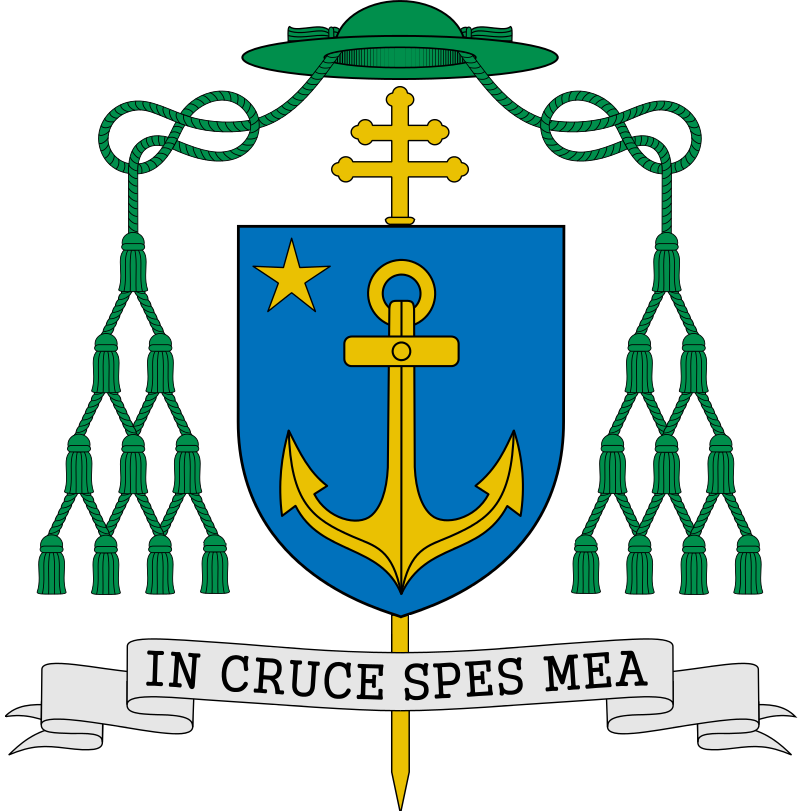
Aartsbisschoppelijk wapen

De laatste maanden van zijn leven was hij titulair aartsbisschop van Laodicea.
- Bibliothèque nationale de France: cb107097830 (data)
- Gemeinsame Normdatei: 123449681X
- International Standard Name Identifier: 0000 0000 7128 2229
- Base Léonore: 19800035/122/15381
- Nederlandse Thesaurus van Auteursnamen: 153000279
- Système universitaire de documentation: 204395313
- Virtual International Authority File: 100263291
- WorldCat: E39PBJpJdVhbMdWRrX4j3mCqQq